# Andy Gibson
Albert Andrew „Andy“ Gibson (* 6. November 1913 in Zanesville (Ohio); † 10. Februar 1961 in Cincinnati) war ein US-amerikanischer Jazztrompeter, Arrangeur und Komponist des Swing.
Gibson lernte zwar Violine, erhielt aber nie Trompetenunterricht. Er spielte in den Orchestern von Lew Redman (1931), Zack Whyte (1932/33), bei McKinney’s Cotton Pickers (1934735), Blanche Calloway, Willie Bryant und Lucky Millinder. Ab 1937 wurde er hauptberuflich Arrangeur und komponierte. Unter anderem arbeitete er für Duke Ellington, Count Basie (1938 bis 1942), Cab Calloway, Charlie Barnet (1937 und ab 1945) und Harry James. 1942 bis 1945 leitete er eine Bigband in der US-Army. Danach arbeitete er für Barnet und dann hauptsächlich im Rhythm & Blues. 1955 bis 1960 war er musikalischer Direktor von King Records.
1959 nahm er unter eigenem Namen auf: Andy Gibson and his Orchestra mit Blueprint bei Camden, mit Gibson als Arrangeur und Leiter, u. a. mit Paul Gonsalves, Kenny Burrell, Emmett Berry, Dicky Wells, Vic Dickenson, Milt Hinton (und mit dem Mainstream Sextet auf dem Rest der Platte).
Zu seinen Kompositionen gehören I Left My Baby (ein Hit bei Count Basie gesungen von Jimmy Rushing), The Great Lie und The Hucklebuck (das auf Now´s the Time von Charlie Parker basiert).

## Lexikalischer Eintrag
- Carlo Bohländer, Karl Heinz Holler, Christian Pfarr: Reclams Jazzführer. 3., neubearbeitete und erweiterte Auflage. Reclam, Stuttgart 1989, ISBN 3-15-010355-X.